# Мулова черепаха Дунна
Мулова черепаха Дунна (Kinosternon dunni) — вид черепах з роду Американські мулові черепахи родини Мулові черепахи. Інша назва «колумбійська черепаха». Отримала назву на честь американського зоолога Еммета Рейда Дунна.

## Опис
Загальна довжина карапаксу досягає 15—17,5 см. Спостерігається статевий диморфізм: самці більші за самиць. Голова велика й трохи широка. Вперед виступає кінчик верхньої щелепи. Карапакс досить плаский та дещо піднятий догори. Пахвові та пахові щитки стикаються одна з одною. Пластрон невеликий. Рухома зв'язка рухлива, може бути великий розрив між карапаксом й пластроном, що надає змогу навіть зігнути пластрон. На кінчику хвоста присутній великий гак.
Голова зверху темно—коричнева з численними жовтими цятками, знизу — світло—жовта. Карапакс темно—коричневий, у самців з помітним червонуватим відтінком. Самиці забарвлені менш яскраво. Пластрон жовтого кольору зі смугами темно—сірого та темно—коричневого кольору навколо шва між щитками пластрона. Кінцівки світло—сірі.

## Спосіб життя
Полюбляє дрібні струмки та річки з м'яким ґрунтом, вкритим опалим листям, які розташовані у рівнинних лісах. Харчується молюсками.
Самиці 2 великих яйця розміром 4,6х2,6 см з тендітною шкаралупою. За сезон буває 2 кладки.

## Розповсюдження
Мешкає у басейні річок Сан-Хуан й Баудо у провінції Чоко (Колумбія).